# Kalangan (Klego)
Kalangan is een bestuurslaag in het regentschap Boyolali van de provincie Midden-Java, Indonesië. Kalangan telt 2915 inwoners (volkstelling 2010).